# Abraxas aesiopsis
Abraxas aesiopsis, es una especie de polilla de la familia Geometridae. La especie fue descrita por primera vez por el lepidopterólogo japonés Hiroshi Inoue habiendo sido descrita en 1970, con distribución endémica en Nepal.